# Idioma pechenego
El pechenego es una lengua túrquica extinta hablada por los pechenegos en Europa oriental (sur de Ucrania, sur de Rusia, Moldavia, Rumanía y Hungría) entre los siglos VII y XII. Se conocen algunos nombres propios en este idioma (Beke, Wochun, Lechk, etc.), procedentes de la ciudad de Hatvan hacia 1290. 

## Clasificación
Lo más probable es que fuera miembro de la rama Oghuz de la familia túrquica, pero la mala documentación y la ausencia de lenguas descendientes han impedido a los lingüistas hacer una clasificación precisa. La mayoría de los expertos la coloca en esta división, aunque se coloca en la familia de lenguas kipchak en Glottolog y en la familia de lenguas kipchak-cumanas en Linguist List .
La princesa bizantina Anna Komnene afirma que los pechenegos y los cumanos hablaban el mismo idioma,  mientras que Mahmud al-Kashgari consideraba que su idioma era una forma corrupta del turco. 